# Château de Brailly-Cornehotte
Le château de Brailly-Cornehotte est situé sur la commune éponyme, dans le département de la Somme. Il est inscrit partiellement au titre des monuments historiques par arrêté du 9 juillet 1926 pour le motif central de la façade.

## Historique
Jean-Pierre Claris de Florian aurait composé, dans ce château, quelques-unes de ses fables.

## Description
L'édifice est construit en brique et pierre. Les deux façades sont très différentes. Deux ailes en retour encadrent le corps de logis, plus élevé. Il est couvert d’un toit à faible pente.
L'avant-corps central en pierre blanche est sculpté de grands motifs Louis XVI.
Dans le parc, un hémicycle décoré de pilastres s'avance au centre de la façade.
L’intérieur renferme de belles sculptures attribuées, sans source certaine, à Simon Pfaff de Pfaffenhoffen, ancien officier autrichien devenu sculpteur, établi à Abbeville.

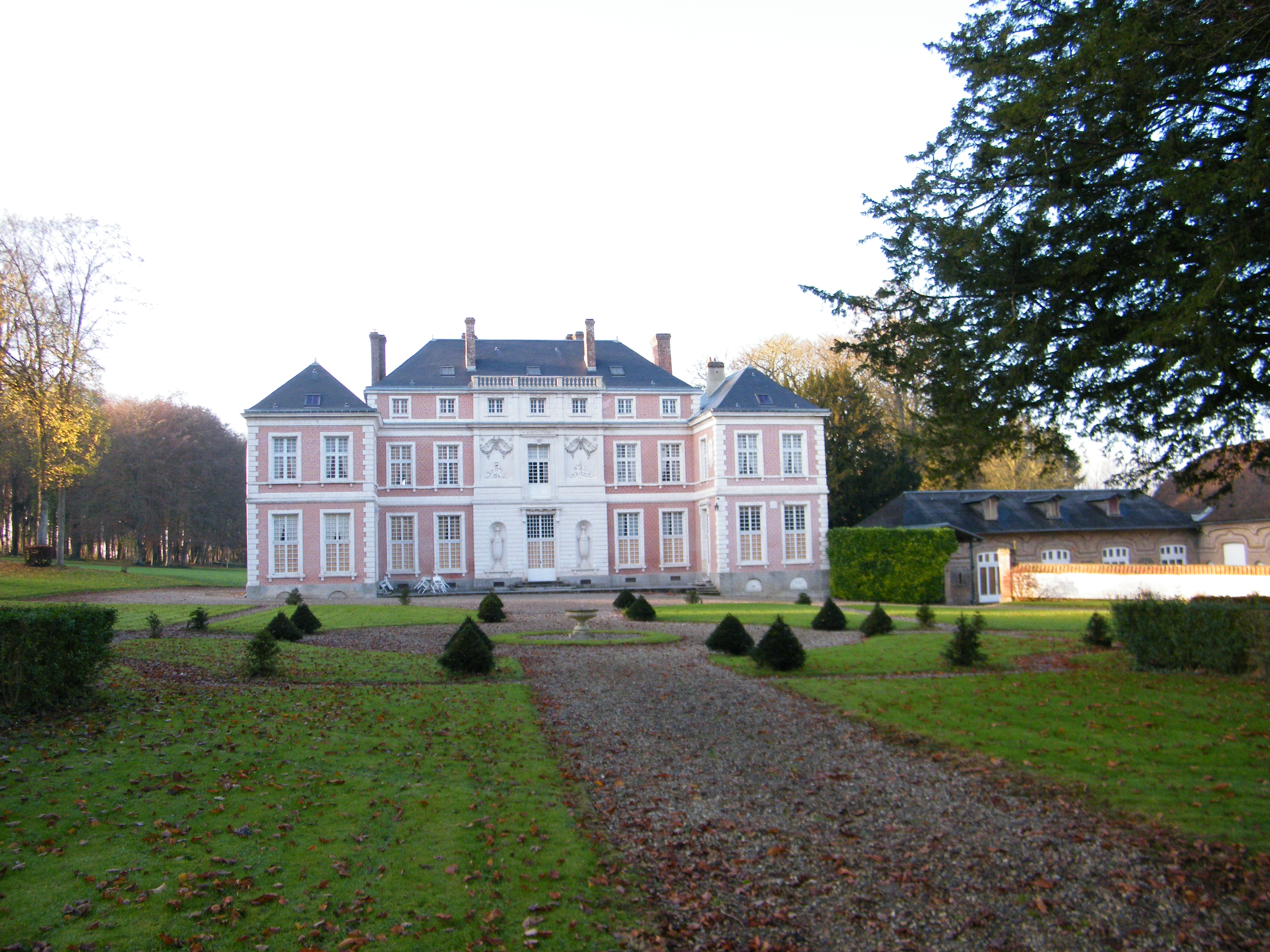